# 関市立洞戸中学校
関市立洞戸中学校（せきしりつ ほらどちゅうがっこう）は、岐阜県関市洞戸市場にあった公立中学校。現在は関市立板取中学校と統合し新設された関市立板取川中学校の敷地となっている。

## 沿革
- 1947年（昭和22年）
  - 5月3日 - 開校式を挙行。当初は洞戸村立洞戸小学校（現・関市立洞戸小学校）を仮校舎として使用した。
  - 11月3日 - 現在地にて校舎起工式を挙行。
- 1948年（昭和23年）6月2日 - 校舎第一期工事完成。
- 1949年（昭和24年）4月1日 - 校歌制定。
- 1953年（昭和28年）3月26日 - 洞戸北中学校を分離する。
- 1968年（昭和43年）4月18日 - 鉄筋3階建の新校舎が竣工。
- 1969年（昭和44年）4月1日 - 洞戸北中学校を統合。
- 1994年（平成6年）7月10日 - 体育館が竣工。
- 2005年（平成17年）2月7日 - 武儀郡洞戸村が関市へ編入されたのに伴い、関市立洞戸中学校と改称。
- 2016年（平成28年）3月31日 - 関市の中学校再編施策より閉校。
- 2016年（平成28年）4月1日 - 跡地に関市立板取中学校と統合し新設された関市立板取川中学校が開校。

## 通学区域
関市立洞戸小学校の校区と同じ。

## 周辺
- 関市洞戸支所（旧・洞戸村役場）
- 関市立洞戸小学校
- 洞戸郵便局
- 国道256号
- 板取川
  - 柿野川

## アクセス
- 岐阜バス 洞戸停留所下車

## 主な関係者
- 野村芳兵衛 - 洞戸村出身の教育者。